# Regimiento n.º 87 de Infantería
El Regimiento n.º 87 de Infantería, los Fusileros Reales Irlandeses, fue una unidad de infantería que sirvió en el Ejército Británico entre los años 1793 y 1881, año en que cambió su denominación.

## Historia

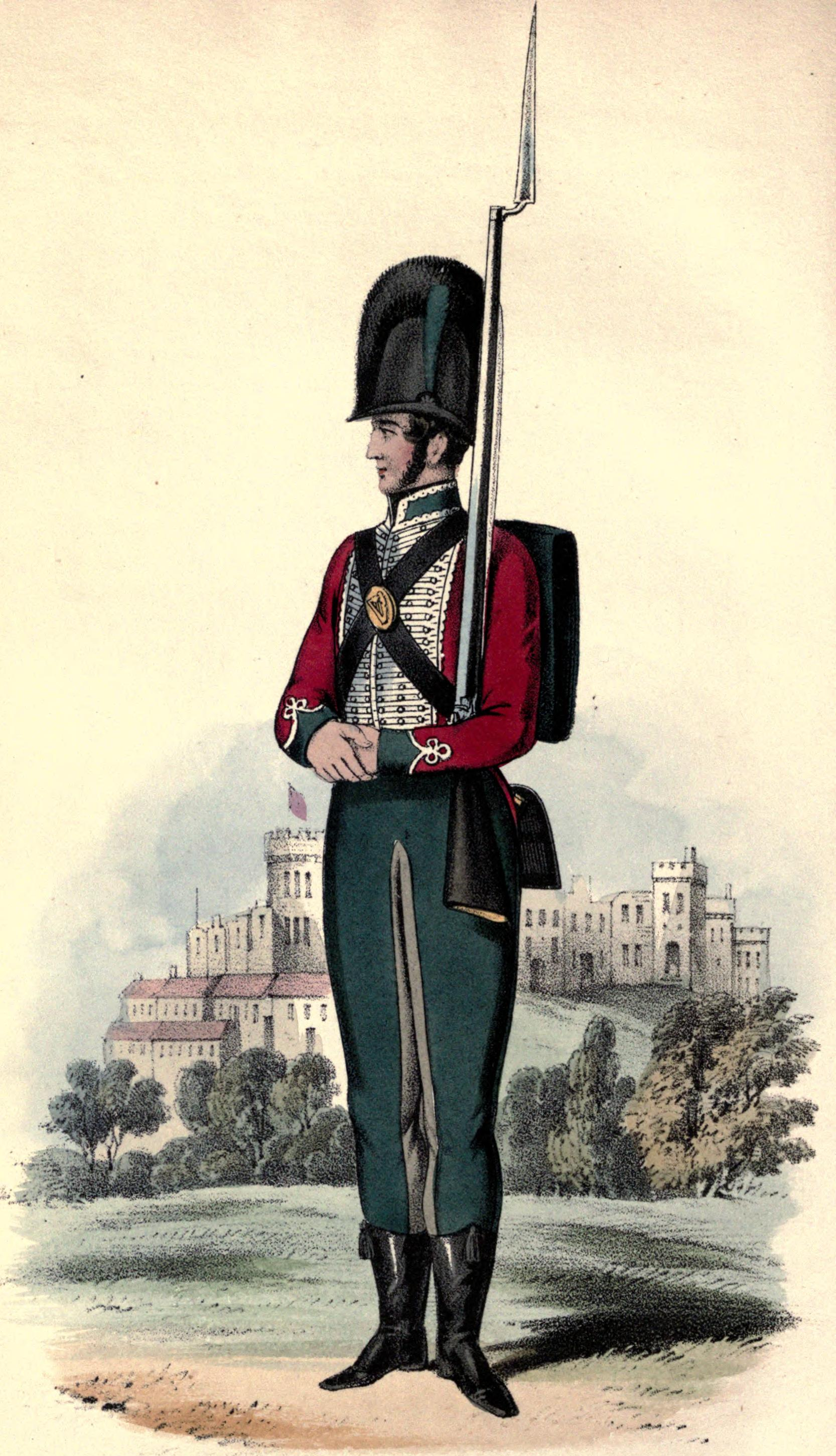
Regimiento n.º 87 (1793).

Fue creado en 1793 como regimiento 87.º de infantería, Irlandeses del Príncipe de Gales (87th The Prince of Wales's Irish Regiment of Foot), cuando ese título correspondía al futuro rey Jorge IV del Reino Unido, a quien acompañaron en su coronación.
Sirvió en Holanda entre 1794 y 1795, cayendo prisionero en Bergen-op-Zoom. En 1796 integró las fuerzas que al mando de sir Ralph Abercromby capturaron Trinidad y la expedición a Puerto Rico. 
Al mando del teniente coronel Edward Gerald Butler participó de la segunda invasión inglesa al Río de la Plata.
En la jornada del desastroso ataque a la Ciudad de Buenos Aires, domingo 5 de julio de 1807, una mitad del regimiento 87.º, al mando de Samuel Auchmuty y de su comandante Butler, ingresó a las 7 de la mañana por la actual calle Marcelo T. de Alvear mientras que otra columna al mando del mayor Miller avanzaba por la actual calle Santa Fe.
El principal combate se dio en el Retiro, defendido por cerca de mil hombres al mando de Juan Antonio Gutiérrez de la Concha (en su mayoría marinos y milicianos del Tercio de Gallegos. Auchmuty recordaba durante el juicio al comandante del ejército John Whitelocke: 

Aunque el fuego era extremadamente destructivo, sobre todo para los granaderos, la columna siguió forzando su avance; y cuando un intenso fuego de mosquetes se abatió sobre nosotros desde un edificio que luego reconocí como la Plaza de Toros y en él había alrededor de un millar de hombres, la columna quedó durante algún tiempo expuesta a él, aún deseosa de avanzar. Nuestra retaguardia comenzó entonces a disparar, lo que hizo más peligrosa la situación de quienes estaban al frente. Al fin, la columna empezó a vacilar y retroceder. En ese momento, el coronel Butler, con suprema valentía, se forzó por detener a los hombres e inducirlos a seguirme en un intento de entrar en un jardín a la derecha de la calle, cosa que logramos, llegando a la calle siguiente que era paralela a la que habíamos dejado.

El primer batallón fue transferido a oriente y asistió a la captura de Mauricio en 1810. El segundo, creado e 1804, pasó a la lucha en la península ibérica bajo el mando de sir Arthur Wellesley haciendo famoso al regimiento por ser el primero en capturar un Águila Imperial Francesa durante la Guerra de Independencia Española. En la batalla de Barrosa del 5 de marzo de 1811, durante la carga encabezada por su comandante el teniente coronel Barnard (quien fue herido dos veces), el insignia Edward Keogh (quien murió en la acción) y el sargento Masterman capturaron el Águila del 8.º de línea francés. Además de Barrosa luchó entre otras en la batalla de Talavera, en Tarifa, donde sus gaitas y tambores tocaban "St Patrick's Day" y "Garryowen" durante la lucha, en Vitoria, Nivelle, Orthes y Toulouse.
El primero actuó luego en la guerra en Nepal (1816), y en la primera guerra Anglo-Birmana (1824–1826). Durante la Rebelión de la India de 1857 su deber principal consistió en controlar la zona de Peshawur en prevención de posibles motines y la ejecución de rebeldes prisioneros. 
En 1866 agregó la denominación "de la princesa Victoria" (Princess Victoria's Regiment) en conmemoración a la entrega que hizo Victoria de los colores del regimiento.
En 1881, al reorganizarse el ejército, el 87.º fue incorporado a los Fusileros Reales Irlandeses de la princesa Victoria (Princess Victoria's Royal Irish Fusiliers).
En 1882 la nueva unidad se unió a las fuerzas del general Gerald Graham en Kassassin, Egipto, tomando parte en la batalla de Tel-el-Kebir el 13 de septiembre de 1882. Estacionado en Aden formó luego parte de la brigada de Graham en Sudán Oriental. Con la brigada al mando de sir Redvers Buller, estuvo en El Teb, en la ocupación de Tokar, y en Tamai, en 1884. Participó luego de la guerra anglo-bóer (1899-1902) y de la Primera Guerra Mundial. En ese conflicto el primer batallón luchó en Le Cateau, Marne, Somme, Arras, Cambrai e Ypres, el 2.º en el frente occidental y luego en Macedonia y Palestina y un nuevo batallón en la campaña de Galípoli. El regimiento obtuvo 44 honores de batalla, teniendo 3181 muertos y 15 000 heridos.
El regimiento territorial completó sus efectivos con las milicias de Armagh, Cavan y Monaghan. Tuvo diversos apodos: Vieja neblinas" ("Old Fogs"), "Faugh-a-Ballagh Boys" (por su grito de guerra, Fágh an Bealach, "allanar el camino"), "Aiglers" o "Eagle-takers" (por el águila capturada, "sabuesos de Blayney" (Blayney's Bloodhounds, por un coronel que mandaba el segundo batallón, famoso por su habilidad en encontrar rebeldes dispersos) y "Rollickers". El depósito del regimiento está en Armagh.